# Brachydesmus polydesmoides
Brachydesmus polydesmoides är en mångfotingart som beskrevs av Karl Wilhelm Verhoeff 1895. Brachydesmus polydesmoides ingår i släktet Brachydesmus och familjen plattdubbelfotingar. Utöver nominatformen finns också underarten B. p. calcivagus.